# Krzysztof Baldy
Krzysztof Baldy (ur. 22 grudnia 1963 w Dusznikach-Zdroju, zm. 20 czerwca 2023) – polski samorządowiec, starosta kłodzki w latach 2007–2010.

## Życiorys
Urodził się w 1963 r. w Dusznikach-Zdroju. W latach 1978–1982 uczęszczał do Liceum Ogólnokształcącego w Kudowie-Zdroju. Był absolwentem Wydziału Przyrodniczego Uniwersytetu Wrocławskiego. W latach 80. XX w. rozpoczął działalność w opozycji skupionej wokół NSZZ „Solidarność”. W latach 1988–1989 występując z ZHP współdziałał w zawiązaniu (był też członkiem komitetu założycielskiego) Związku Harcerstwa Rzeczypospolitej.
Po przełomie z 1989 r. i transformacji ustrojowej Polski sprawował mandat radnego w Radzie Miejskiej Kudowy-Zdroju. W 2006 r. kandydował z listy Platformy Obywatelskiej do Rady Powiatu kłodzkiego, uzyskując mandat radnego. Rok później, 30 października 2007 r., po wyborze do Sejmu starosty Moniki Wielichowskiej, został wybrany na jej następcę. Przed objęciem tej funkcji był w latach 2001–2007 dyrektorem Parku Narodowego Gór Stołowych. Funkcję starosty sprawował do 2010 roku. W wyborach samorządowych 2010 bezskutecznie ubiegał się o urząd burmistrza Kudowy-Zdroju oraz radnego powiatu. Został jednak etatowym członkiem zarządu powiatu kłodzkiego w kadencji 2010–2014. 
Ostatnio pełnił funkcję dyrektora Domu Pomocy Społecznej w Podzamku. Był przewodniczącym Społecznego Komitetu Ufundowania Pomnika Emila Czecha; pomnik został odsłonięty 18 maja 2022 w Parku Przyjaźni Wojsk Górskich w Kłodzku.